# 严燕生
严燕生 （1951年4月3日—），出生于北京，中国北京人民艺术剧院话剧演员。1993年曾经任北京人民艺术剧院副院长。国家一级演员，话剧代表作品《蔡文姬》、《雷雨》，電視代表作品《三国演义》的李肃、《神探狄仁杰》的王孝杰。

## 话剧作品
- 1977年
  - 《万水千山》中饰彝族小头领
  - 《针锋相对》中饰小吴
- 1978年 　　    
  - 《丹心谱》中饰陈新生B
  - 《女店员》中饰小吴
- 1979年
  - 《王昭君》中饰休勒之子
- 1980年
  - 《救救她》中饰草上飞
  - 《公正舆论》中饰舞台监督
  - 《悭吝人》中饰拉费史B，调查员的助理
- 1981年
  - 《日出》中饰小顺子A，卖报的B
  - 《谁是强者》中饰赵科长
- 1982年
  - 《贵妇还乡》中饰洛比
  - 《祸起萧墙》中饰曾老
  - 《屠夫》中饰汉斯
- 1983年 
  - 《吴王金戈越王剑》中饰苎萝小吏
  - 《推销员之死》中饰伯纳德
  - 《车站》中饰大爷
- 1984年
  - 《小巷深深》中饰吹长笛的哥哥
  - 《红白喜事》中饰窦老闷B
- 1988年
  - 《哗变》中任舞台监督
- 1989年
  - 《车库》中饰新郎
- 1990年 
  - 《田野》中饰丁半仙
  - 《短剧小品》中饰小环子
- 1991年
  - 《芭巴拉少校》中饰斯蒂文
- 1992年
  - 《虎符》中饰唐雎
- 1993年
  - 《鸟人》中饰陈博士
- 1996年
  - 《篱笆》饰吉姆·波诺
- 1997年
  - 《鱼人》中饰大夫
  - 《古玩》中饰小卷包
- 1999年
  - 《茶馆》中饰庞太监，邹福远
- 2000年
  - 《风月无边》中饰李犟
- 2002年
  - 《万家灯火》中饰贾明
- 2003年
  - 《赵氏孤儿》中饰公孙杵臼
  - 《万家灯火》中饰贾明
  - 《男人的自白》中饰赵局长
- 2004年
  - 《天下第一楼》中饰大执事
  - 《茶馆》中饰庞太监，邹福远
  - 《男人的自白》中饰赵局长
  - 《北街南院》中饰警察
- 2005年
  - 《天下第一楼》中饰大执事
  - 《茶馆》中饰庞太监，邹福远
- 2007年
  - 《大将军寇流兰》 饰 元老
- 2008年
  - 《莲花》 饰 洪舅爷
- 2009年
  - 《鸟人》饰 陈博士

## 电视作品
- 1991年《三国演义》饰 李肃
- 1996年《东周列国春秋篇》饰 楚平王
- 2003年《天地粮人》饰李永宝
- 2003年《神探狄仁杰1-武朝迷案》之《使团惊魂》饰方谦/刘金
- 2005年《神探狄仁杰2》之《崇州案》、《蛇灵案》饰 王孝杰
- 2005年《京华烟云》饰 安大夫
- 2008年《漕运码头》饰马长山
- 2009年《猎鹰1949》饰 李延平
- 2009年《神探狄仁杰4》饰演：王孝杰

## 配音作品
- 《神探狄仁杰》——曾泰配音
- 《雍正王朝》——允禟配音
- 《甄嬛传》—— 苏培盛配音
- 52集动画片《太阳之子》